# Свобода

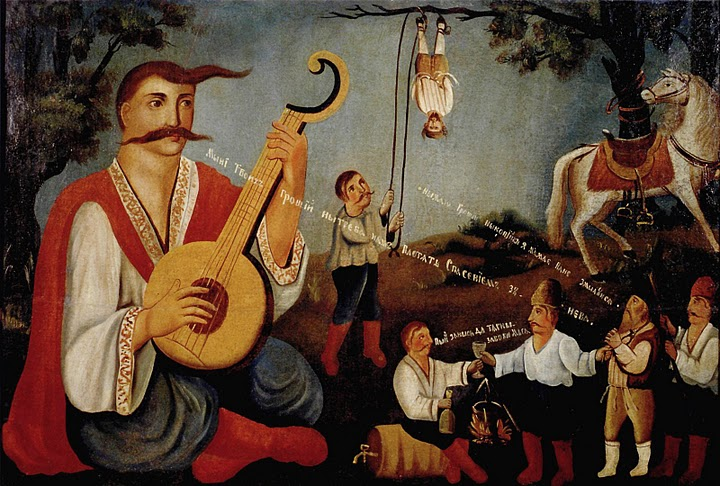
Козак Мамай — образ свободи і вільної людини, козака, поширений серед українського народу в XVI—XX ст., часто висів на стіні поряд з іконами.

Свобода, що веде народ — одна з найвідоміших персоніфікацій свободи, пов'язана з подіями Французької Революції у Європі у кінці XVIII ст.

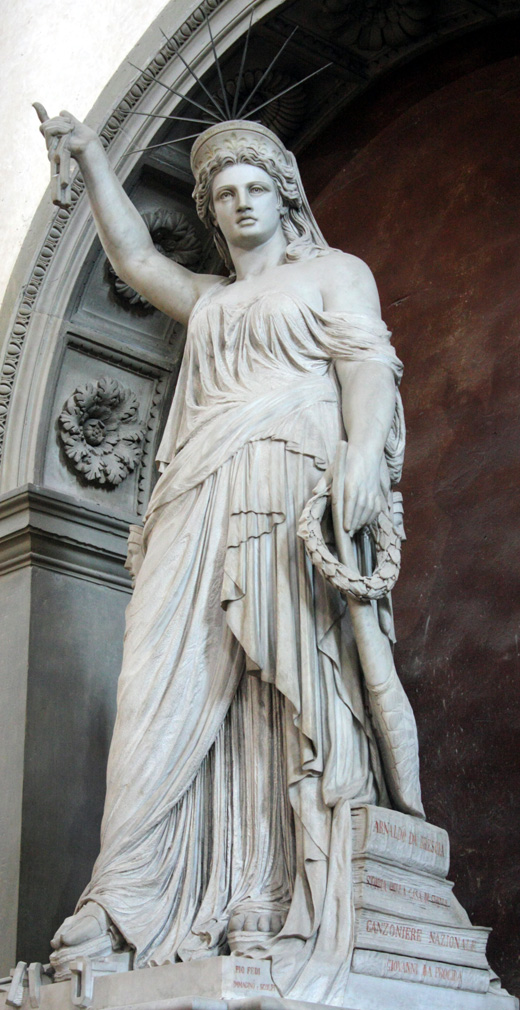
Свобода поезії (Базиліка Санта-Кроче), Флоренція, Італія

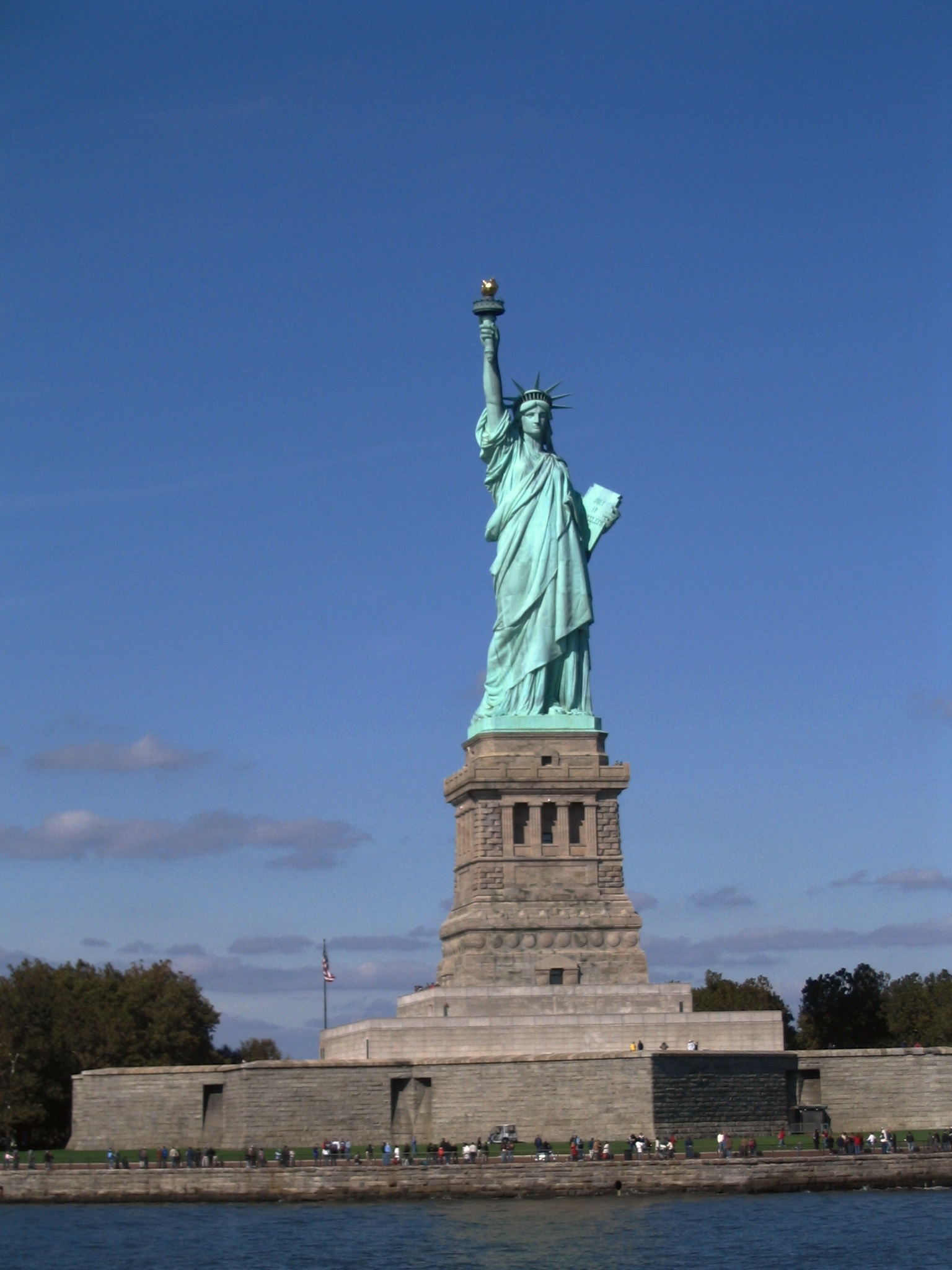
Статуя Свободи, Нью-Йорк, США

Свобо́да — юридична можливість людини поводитись відповідно до своїх волевиявлень, тобто робити все, що бажається, але тільки те, що не заборонено законом і не спричиняє невиправданої шкоди правам і свободі інших людей.
Абсолютна свобода — свобода робити все, що бажається, справжня правова свобода — свобода робити все, що подобається, але без шкоди свободі і правам інших людей. Завдання права полягає в тому, щоб свободу усіх ввести в розумні справедливі рамки. Libertas est potestas faciendi id, quod jure licet (Свобода — це можливість робити дозволене правом). Загальний закон — це свобода, яка закінчується там, де починається свобода іншого (В. Гюго).

## Визначення
Свобода є фундаментальною характеристикою людського існування, оскільки свобода не те, чим володіють люди, а те, чим вони є за своєю суттю. Як універсальна характеристика людського буття, свобода стосується здатності людини обирати своє буття та керувати ним і безпосередньо пов'язана з відчуттям залежності, відчуження та відповідальності.
У суспільних стосунках розрізняють два типи особистої (індивідуальної) свободи:
1. негативна свобода, коли зосереджуються на відсутності втручання з боку інших людей,
2. позитивна свобода, коли увага зосереджується на спроможності особи самостійно ухвалювати рішення щодо вчинення власних дій. Іншими словами, позитивна свобода передбачає не свободу «від», а свободу «для» — свободу вести певний передбачений особою спосіб життя.

## Види свободи
Види свободи можна розділити на три категорії:
- свобода волі людини — свідома свобода вибору у житті, приватних життєвих рішеннях, обранні життєвих пріоритетів, організації свого життя тощо
- суспільна свобода громадянина — права людини в суспільстві та державі, регульована законами.
- духовна свобода особистості — християнське розуміння свободи духа від рабства гріху та гріховним страстям (тобто від своїх же пристрастей та злих навичок, напр. від гніву, нетерпеливості, осуду, сладострастя, жадібності, заздрості, надмірних пожадань плоті тощо

Микола Овчаров визначає 5 видів свобод:
1. Свобода пересування. Це можливість вільно пересуватися просторі, відкривати нові горизонти та долати обмеження фізичних кордонів.
2. Право на самовизначення. Людина має право визначати свою особисту ідентичність, вибирати життєвий шлях та нести відповідальність за свої рішення.
3. Свобода думки. Це внутрішня свобода, яка дозволяє мати власні переконання, ідеї та погляди, навіть якщо вони відрізняються від загальноприйнятих норм.
4. Свобода слова. Це право висловлювати власні думки відкрито, проте воно завжди супроводжується відповідальністю за свої висловлювання та можливі наслідки.
5. Свобода політичного вибору. Ця свобода полягає у можливості робити вибір, який відповідає власним політичним поглядам, але в той же час вона також обмежена правилами демократії, правами інших людей та законами.

Фрідріх Гаєк визначає стан особистої чи персональної свободи людини — «Стан, у якому людина не є об'єктом примусу суб'єктивних бажань когось іншого чи інших» (С.19)

## Етика
В етиці «свобода» пов'язана з наявною свободою волі людини. Свобода волі накладає на людину відповідальність і ставить в заслугу її слова та вчинки. Вчинок вважається моральним
лише в тому випадку, коли здійснюється свободною волею, є свободним волевиявленням суб'єкта. В цьому сенсі етика направлена на усвідомлення людиною своєї свободи і пов'язаної з нею відповідальності.

## Право
Право виступає мірилом свободи. Його суть у тому, щоб узгодити свободу окремої людини зі свободою інших членів суспільства, дотримуючись принципу рівності. Право виступає як засобом забезпечення свободи, так і засобом обмеження неузгоджених із суспільними потребами й уявленнями людей про добро і справедливість рівня свободи й обсягу влади. Встановлювані заборони й обмеження мають бути доцільними з погляду гарантій свободи, а отже, і справедливими.
У праві свобода пов'язана не просто з відповідальністю суб'єкта за свої дії, яка має на увазі його свободу волі, але й з «мірою» відповідальності — «рівня» відповідальності вчинків. Встановлення цієї міри відповідальності за діяння викликано вимогою справедливості, справедливого присуду — «міри» покарання.
У праві — закріплена в конституції чи іншому законодавчому акті можливість певної поведінки людини (наприклад, свобода слова, свобода віросповідання) і т. д.). Категорія «свобода» близька до поняття «право» в суб'єктивному розумінні, однак останнє має на увазі наявність більш чи менш чіткого механізму для реалізації і за звичай відповідного обов'язку держави чи іншого суб'єкта здійснити яку-небудь дію (наприклад, надати роботу у випадку права на працю). У такому випаду, свобода (як і право в суб'єктивному розумінні) — це міра можливої поведінки суб'єкта суспільних відносин. Вона (свобода) є протилежною обов'язку, який є мірою належної поведінки суб'єкта суспільних відносин.
З іншого боку юридична свобода не має чіткого механізму реалізації, вона кореспондується із відповідальністю стримуватися від здійснення яких-небудь дій, які порушують дану свободу дій.

## Філософія

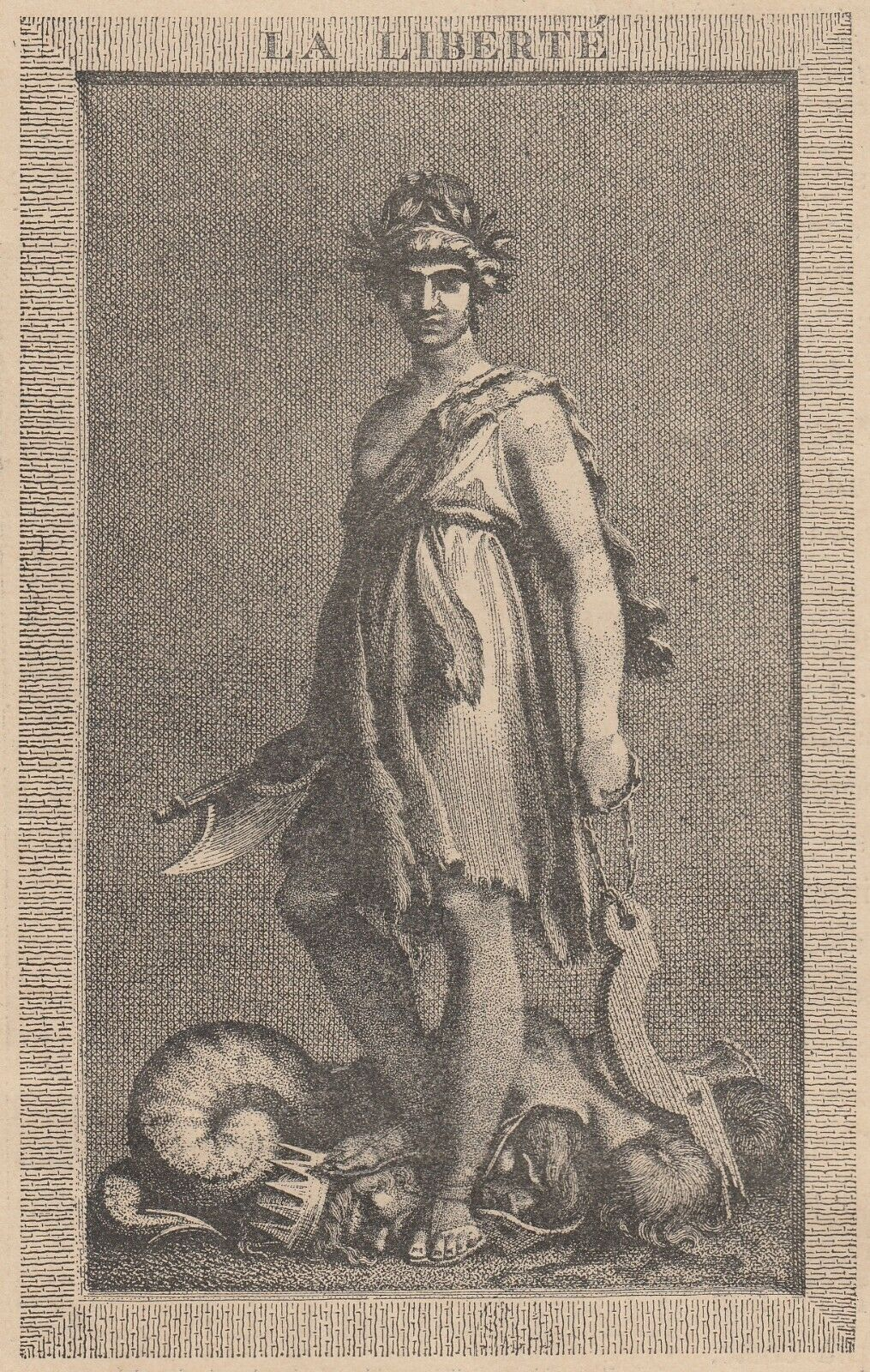
Алегорія свободи, 1890

У філософському широкому розумінні свобода це — можливість чинити так, як хочеться. Інколи під цим мається на увазі, що це — свобода волі. Проблема свободи в історії філософії ускладнюється тим, що багато мислителів намагалися вивести із сутності свободи обов'язок людини, прагнули або взагалі не вживати поняття свободи, або вживати, обмеживши його певним чином. Але обов'язок ніколи не може випливати із самої свободи, а лише з етичних міркувань. Будучи необмеженою за своєю сутністю, свобода якраз повинна мати на увазі етику, щоби зробити людей повністю відповідальними за все те, що вони роблять і дозволяють робити іншим (див.: Атеїзм, Детермінізм, Первородний гріх, Доречність, Індетермінізм, Лібералізм). Доказом реальності свободи як такої проводиться онтологією у вченні про шари, в психології — аналізом образливої для нормальної людини характеристики її як «безвідповідальної», тобто як такої людини, яка не може відповідати за наслідки своїх дій, оскільки вона невільна (у значенні свободи).
В історії розвитку поняття свободи поняття творчої свободи поступово витісняє поняття свободи від перешкод (примусу, причинності, долі). В древній філософії (у Сократа і Платона) мова йде перш за все про свободу в долі (приреченні), потім про свободу від політичного деспотизму (в Арістотеля та Епікура) і про біди людського існування (в Епікура, стоїків, в неоплатонізмі). В Середньовіччі малася на увазі свобода від гріха та прокляття церкви, причому виникав розлад між морально необхідною свободою людини та і необхідною всемогутністю Бога. В епоху Відродження і наступний період під свободою розуміли безперешкодний всесторонній розвиток людської особистості.
За часів Просвітництва виникає поняття свободи запозичене з лібералізму і філософії природного права (Альтузій, Гоббс, Гроцій, Пуфендорф; в 1689 в Англії — Білль про права), стримуване поглибленим науковим поглядом, що визнає панування всемогутньої природної причинності та закономірності. В нім. теології і філософії, починаючи від Мейстера, Екхарта, включаючи Лейбніца, Канта, Ґете та Шіллера, а також нім. ідеалізм до Шопенгауера і Ніцше, ставить питання про свободу як питання про постулат морально-творчої відповідності сутності і її розвитку. Марксизм вважає свободу фікцією; людина міркує і чинить у залежності від спонукань і середовища (див. ситуація), причому основну роль в її середовищі грають економічні відносини і класова боротьба. Карл Маркс визначав свободу як усвідомлену необхідність.
Український вчений О. М. Костенко запропонував так звану соціально-натуралістичну концепцію свободи, виходячи з принципу соціального натуралізму. Відповідно до цього принципу «основне питання філософії» має такий вигляд: «Яка роль волі і свідомості Людини у світі, що існує за законами Природи?». Відповідь на це питання така: воля і свідомість дані Людині для того, щоб пізнавати закони Природи і жити у злагоді з цими законами. З цього випливає, що свобода — це можливість Людини жити у злагоді із законами Природи. Така концепція свободи є основою для так званого соціально-натуралістичного лібералізму.

## Вислови відомих людей про свободу
Мелетій Смотрицький: «Солодкою, неймовірно солодкою є свобода, бо за неї, буває, легко віддають не тільки багатство, не тільки здоров'я, а навіть саме життя».
Альбер Камю: «Свобода — це, у першу чергу, не привілеї, а обов'язки».
Фрідріх Гаєк: «Свобода необхідна для того, щоб залишити місце для непрогнозованого і непередбачуваного; ми прагнемо цього, бо навчилися втілювати багато наших цілей. Адже кожна особа знає надто мало, зокрема і тому, що ми не завжди відаємо, хто з нас знає найбільше — ми покладаємося на незалежні і конкурентні зусилля багатьох, щоб викликати появу того, чого ми захочемо, коли це побачимо»(С.37).
Людвіг фон Мізес — економіст Австрійської школи, захисник ідей класичного лібералізму писав про свободу:
Свобода - це завжди свобода від влади.
Liberty and Property, p. 19
Фактом є те, що сто років тому мало хто міг передбачити той потужний імпульс, якого антиліберальним ідеям судилося набути за дуже короткий час. Ідеал свободи здавався настільки міцно вкоріненим, що всі вважали, що жодному реакційному рухові не вдасться його викорінити.

The Anti-Capitalistic Mentality, p.  94